# Osthimosia notialis
Osthimosia notialis är en mossdjursart som beskrevs av Hayward 1992. Osthimosia notialis ingår i släktet Osthimosia och familjen Celleporidae. Inga underarter finns listade i Catalogue of Life.